# Duhaldea rubricaulis
Duhaldea rubricaulis là một loài thực vật có hoa trong họ Cúc. Loài này được (Wall. ex DC.) Anderb. mô tả khoa học đầu tiên năm 1991.